# ヘリウムフラッシュ
ヘリウムフラッシュ（英: helium flash）とは、太陽質量の約0.5倍から2.25倍程度の比較的軽い恒星の核や降着が起こっている白色矮星の表面で見られるヘリウムの核融合の暴走である。
この規模の恒星内において、ヘリウムが縮退している状態、即ち熱圧力よりも量子力学的圧力の大きさのほうが支配的で、核融合反応を起こしている部分の体積がもっぱら量子力学的圧力と重力との釣り合いによって定まっている状態になると、温度が少々上昇しても体積は変化しない。このため、何らかの理由で核融合反応が加速し温度が上昇しても、その部位の体積の膨張やそれに伴う冷却にはつながらず、温度上昇はさらなる核融合を促すことになる。その結果、ヘリウムの核融合反応が急激に進行し大量のエネルギーが放出される。これは、核融合反応をしている領域が十分高温になって、熱圧力が再び支配的になるまで続く。熱圧力が十分大きくなれば、それに応じて反応領域は膨張し温度が下がるため、核融合反応の加速が抑えられ暴走は止まる。部分的に似ているが暴走には至らない過程は、大きな恒星の外層の殻でも起こる。

## 核でのヘリウムフラッシュ
質量が太陽の2.25倍以下の恒星では、核内で水素を消費し尽くし、熱圧力が重力崩壊に耐えられなくなると、核は収縮を始める。収縮の間、外層で水素の核融合が始まって外側に膨張し、赤色巨星の段階が始まるまで、核は熱くなり続ける。重力により収縮を続ける恒星は、最終的に縮退物質になるまで圧縮される。縮退圧力は、最終的に最も中心の物質の崩壊を止めるのに十分な強さになる。核内に残った物質は縮退を続け、温度は上昇し続け、ヘリウムが核融合を開始できる温度(108K)に達するとヘリウムが点火しヘリウムフラッシュが起こる。
ヘリウムフラッシュの爆発的な性質は、縮退物質で生じることに由来する。一度温度が1億から2億Kに達し、トリプルアルファ反応を利用したヘリウム核融合が開始すると、温度は急激に上昇し、さらにヘリウム核融合の速度は上がり、また縮退物質は良い熱伝導体になるため、反応範囲は広がる。
縮退圧力（密度のみの関数となる）は熱圧力（密度と温度の積に比例する）に比べ優位であり、合計の圧力は温度にほとんど依存しない。そのため、温度が大幅に上がっても圧力は少ししか上昇せず、核の膨張による安定化はされない。
この暴走反応では、熱圧力が再び優勢になり縮退が終わるまでの数秒間のうちに、大量のエネルギーが瞬間的に放出される。その発生速度は、通常の恒星のエネルギー生産の約1兆倍に達する。その後、核は膨張して冷え、安定したヘリウムの燃焼が続く。
核の外でヘリウムを燃やし、縮退を始めている約2.25太陽質量を超える恒星は、このタイプのヘリウムフラッシュを見せない。約0.5太陽質量以下の非常に軽い恒星では、核はヘリウム点火が起こる程には加熱されない。縮退ヘリウムの核は圧縮を続け、最終的にはヘリウム白色矮星になる。
ヘリウムフラッシュは、電磁波の放射として直接観測されることはない。フラッシュは、恒星の内側深くの核で起こり、放出エネルギーは全て核で吸収され、縮退状態は解消される。以前のコンピュータによる解析では、同じ状況で非破壊的な質量の喪失が起こり得ることが示されたが、後にニュートリノの質量喪失を考慮に入れたモデルでは、質量喪失は起こらないという結果が得られた。

### 連星白色矮星のヘリウムフラッシュ
伴星から白色矮星に水素ガスが降着している状況では、水素は常に核融合してヘリウムに変化している。このヘリウムは、恒星表面近くの殻を形成し得る。ヘリウムの質量が十分に大きい時にはヘリウムフラッシュが起こり、暴走核融合が新星を引き起こす。

## 殻でのヘリウムフラッシュ
殻でのヘリウムフラッシュは、核でのヘリウムフラッシュといくらか似ているが、それほど激しくはなく、縮退物質で起こる訳ではないので、暴走やヘリウム点火は生じない。漸近巨星分枝の恒星では、核の外側の殻で定期的に起こる。恒星は、核内で利用可能なヘリウムのほとんどを燃やし尽くし、炭素と酸素のみで構成されるようになる。ヘリウム核融合は、この核の周りの薄い殻の中で続くが、ヘリウムはそのうち使い尽くされる。そうするとヘリウム層の上の層で水素核融合が開始できるようになり、ヘリウムが十分溜まるとヘリウム核融合が再点火し、熱パルスを発生して、恒星は一時的に膨張して明るくなる（ヘリウム核融合のエネルギーが恒星表面に届くまでには長い時間がかかるため、明るさのパルスは遅れる）。このようなパルスは数百年間続き、1万年から10万年ごとに繰り返していると考えられている。フラッシュ後、ヘリウム核融合は、約40%の速度で、ヘリウム殻が消費され尽くすまで続く。熱パルスは、恒星の周りのガスや塵を除去する。